# Doraemon: Nobita no sōsei nikki
Doraemon: Nobita no sōsei nikki (のび太の創世日記?), è un film d'animazione del 1995 diretto da Tsutomu Shibayama.
Si tratta del sedicesimo film di Doraemon, distribuito nelle sale giapponesi il 4 marzo 1995.

## Trama
Nobita deve trovare un argomento per un compito di ricerca da fare durante l'estate. Doraemon decide di aiutarlo, dandogli un oggetto che gli permette di osservare la creazione del mondo, in modo da poterne trarre una relazione. Suneo, Gian e Shizuka si uniscono a loro, ed i tre insieme guardano la nascita delle civiltà. Nel frattempo, la pattuglia del tempo è alla ricerca di una macchina del tempo illegale, e finiscono per credere erroneamente che essa sia in mano a Suneo. La pattuglia quindi arresta Gian e Suneo. Nobita, Doraemon e Shizuka dovranno salvare i loro amici.